# Elisabet Casanovas
Elisabet Casanovas i Torruella (Sabadell, 15 décembre 1994) est une actrice espagnole principalement connue pour son rôle dans la série télévisée Merlí (Televisió de Catalunya, 2015-2018), où elle jouait le personnage de Tània Illa, une adolescente en baccalauréat humaniste.
Elle a présenté le carillon du Nouvel An pour Televisió de Catalunya le 31 décembre 2016 avec son collègue acteur Carlos Cuevas (qui a travaillé avec Casanovas dans la série Merlí),.

## Filmographie

### Télévision
| Année       | Titre                      | Canal       | Personnage    | Notes       |
| ----------- | -------------------------- | ----------- | ------------- | ----------- |
| 2014        | Imberbe                    | YouTube     | Violeta       | 6 épisodes  |
| 2015 - 2018 | Merlí                      | TV3         | Tània Illa    | 40 épisodes |
| 2018        | El fantasma de Canterville | TV3         | Virginia Otis | Téléfilm    |
| 2018 - 2019 | Benvinguts a la família    | TV3         | Paula         | 6 épisodes  |
| 2020        | Drama                      | Playz (en)  | África        | 6 épisodes  |
| 2022        | La ruta (es)               | Atresplayer | Nuria         |             |

### Cinéma
| Année | Titre                    | Personnage | Directeur                     |
| ----- | ------------------------ | ---------- | ----------------------------- |
| 2019  | Ardara                   | Elisabeth  | Raimon Fransoy et Xavier Puig |
| 2021  | Chavalas                 | Bea        | Carol Rodríguez Colás         |
| 2021  | Nous étions des chansons | Jimena     | Juana Macías (en)             |
| 2021  | Les Lois de la frontière | Cristina   | Daniel Monzón                 |